# Kai Ewans
Kai Peter Anthon Ewans (oprindelig Nielsen) (født 10. april 1906 i Hørsholm, død 3. april 1988) var en dansk kapelmester og jazzmusiker. Han hørte til pionererne indenfor dansk jazz og spillede altsaxofon og klarinet. Allerede som 15-årig blev han professionel musiker, og i flere år i 1920'erne spillede han både i Europa og USA.
Da han vendte tilbage til Danmark, begyndte han at spille hos Kai Julian, var fra 1932-1936 medlem af Erik Tuxens orkester, hvorefter han dannede sit eget orkester frem til 1947, i hvilket store navne som Peter Rasmussen, Erik Parker og Henry Hagemann spillede, ligesom udenlandske jazznavne gæsteoptrådte. På sangsiden talte bandet bl.a. Ingelise Rune, Raquel Rastenni og Freddy Albeck.
I 1947 stoppede Kai Ewans karrieren på den musikalske scene for at begynde et liv som forretningsmand i USA. Fra 1960 til 1964 drev han en restaurant i Beverly Hills sammen med jazzmusikeren Benny Carter og vendte i slutningen af 1960'erne tilbage til København for at spille lidt igen. Han returnerede sidenhen på ny til USA, hvor han til sidst slog sig ned i Connecticut.
Kai Ewans' datter er skuespilleren Bonnie Ewans, der medvirkede i Pigen og millionæren. Hendes datter, Vanessa Trump, har været gift med Donald Trumps søn, Donald Trump Jr. (separeret i 2018). Vanessas og Donald Trump Jr.s ældste barn, datteren Kai Trump, er opkaldt efter sin danske oldefar.

## References
1. ↑  "Donald Trump har dansk forbindelse i familien" (ritzau, 09.11.2016)
2. ↑  Iver Houmark Andersen (9. november 2016). "Løkke om Trump-sejr: Det lykkes sjældent én mand at rive det hele ned". Avisen.dk.
3. ↑  Freja Wedenborg (9. november 2016). "Trumps danske jazz-forbindelse". Avisen.dk.
4. ↑  Hun »åbner et vindue«: Barnebarnet Kai er et uventet trumfkort for Trump. Artikel på berlingske.dk 6. maj 2025.